# Pseudanthias evansi
Pseudanthias evansi és una espècie de peix de la família dels serrànids i de l'ordre dels perciformes.

## Morfologia
- Els mascles poden assolir 12 cm de longitud total.[4][5]

## Alimentació
Menja zooplàncton.

## Hàbitat
És un peix marí de clima tropical i associat als esculls de corall que viu entre 4-40 m de fondària, tot i que, normalment, ho fa entre 10 i 35.

## Distribució geogràfica
Es troba des de l'Àfrica oriental fins a l'Illa Christmas i la Mar d'Andaman.